# Vlag van Edmonton

Vlag van Edmonton (ratio 1:2)

De vlag van Edmonton staat het stadswapen op een wit vierkant boven een lichtblauw veld.
De kleuren van de vlag, wit en blauw, symboliseren respectievelijk vrede en water (voor de North Saskatchewan).

Voormalige vlag, gebruikt van 1966 tot 1986

De vlag van de stad werd voor het eerst goedgekeurd door de gemeenteraad van Edmonton op 12 december 1966 en werd bijgewerkt in 1986.